# Atriplex julacea
Atriplex julacea är en amarantväxtart som beskrevs av Sereno Watson. Atriplex julacea ingår i släktet fetmållor, och familjen amarantväxter. Inga underarter finns listade i Catalogue of Life.